# Larraona
Larraona (en euskera: Larragoa, también Larraona) es un municipio español de la Comunidad Foral de Navarra, situado en la merindad de Estella, en la comarca de Estella Oriental y a 74 km de la capital de la comunidad, Pamplona. Su población en el 2024 fue de 105 habitantes (INE). 
Inicialmente adscrita a la zona no vascófona por la Ley Foral 18/1986, en junio de 2017 el Parlamento navarro aprobó el paso de Larraona a la Zona mixta de Navarra mediante la Ley foral 9/2017.

## Geografía
Situado en el valle de la Améscoa Alta cerca de Aranarache y Eulate.

## Demografía
Larraona cuenta con una población de 105 habitantes (INE 2024).
| Gráfica de evolución demográfica de Larraona entre 1842 y 2021                                                      |
| |
| Población de derecho según los censos de población del INE Población de hecho según los censos de población del INE |

## Patrimonio
- Iglesia de San Cristóbal.[4]